# San Martín, Mapimí
San Martín är en ort i Mexiko.   Den ligger i kommunen Mapimí och delstaten Durango, i den centrala delen av landet, 900 km nordväst om huvudstaden Mexico City. San Martín ligger 1 185 meter över havet och antalet invånare är 143.
Terrängen runt San Martín är platt. Runt San Martín är det mycket glesbefolkat, med 2 invånare per kvadratkilometer. Närmaste större samhälle är Morelos, 10,7 km nordost om San Martín. Omgivningarna runt San Martín är i huvudsak ett öppet busklandskap.